# Meurville
Meurville es una comuna francesa situada en el departamento de Aube, en la región de Gran Este

## Enlaces externos

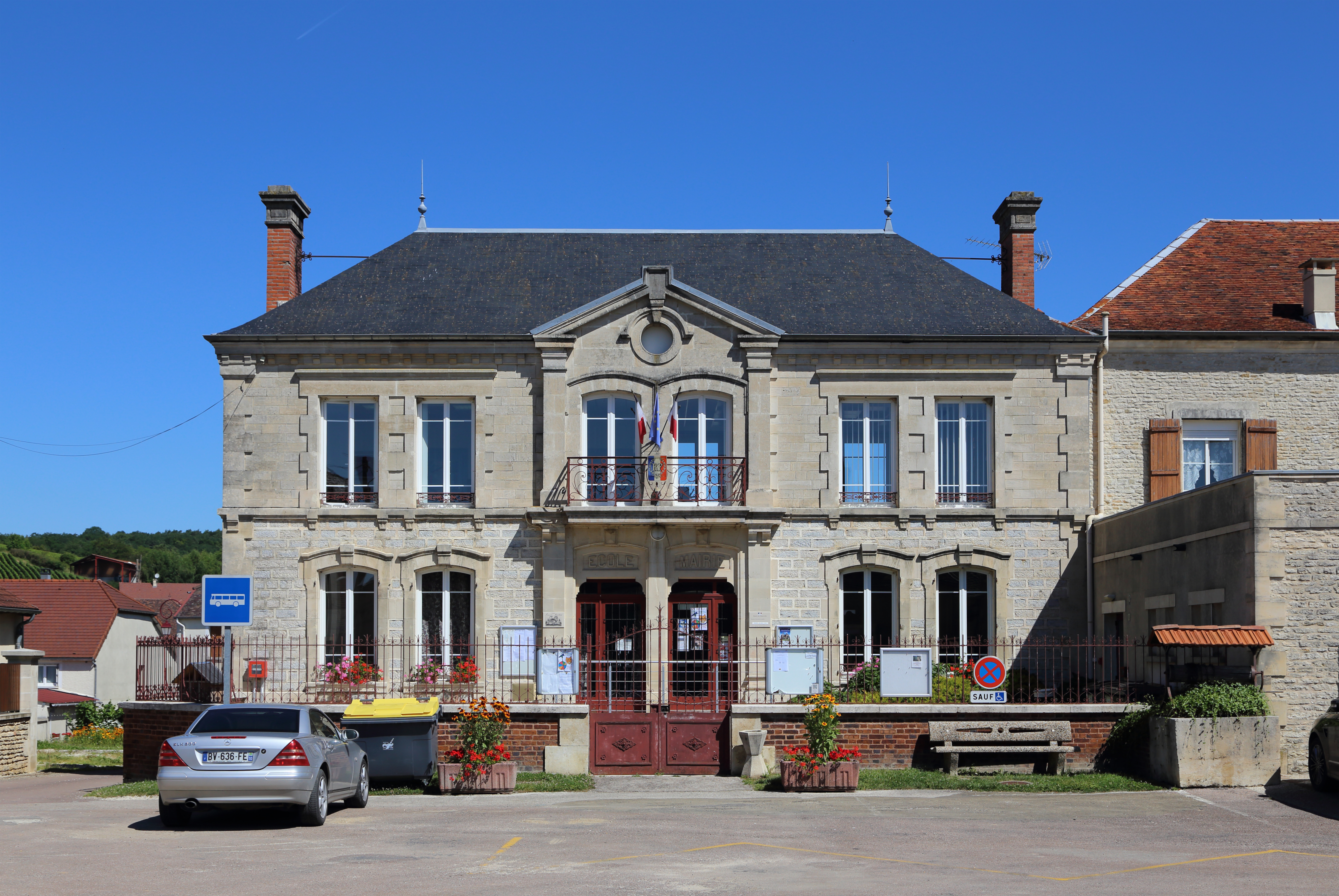
Ayuntamiento de Meurville
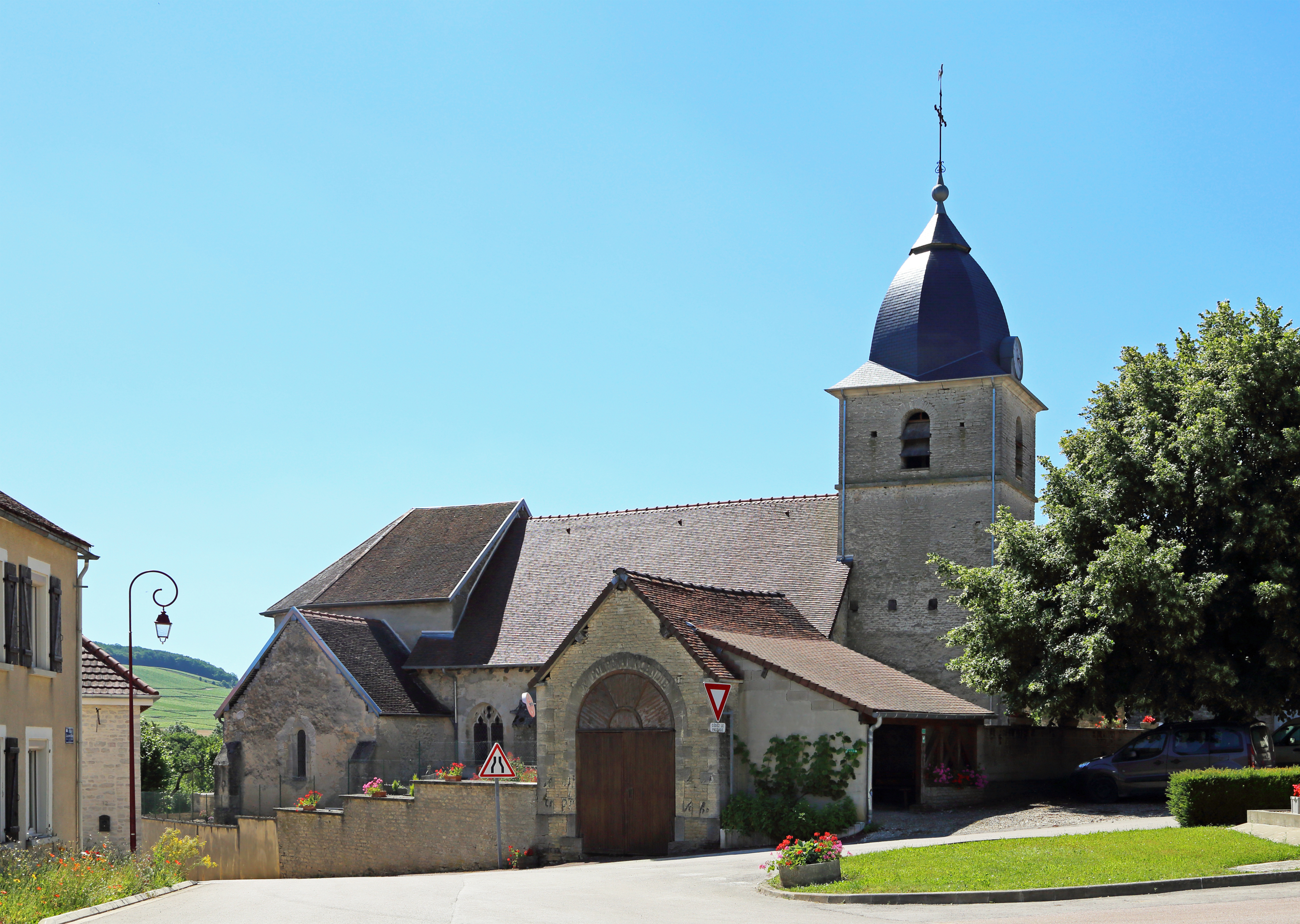
Iglesia Saint-Benoît
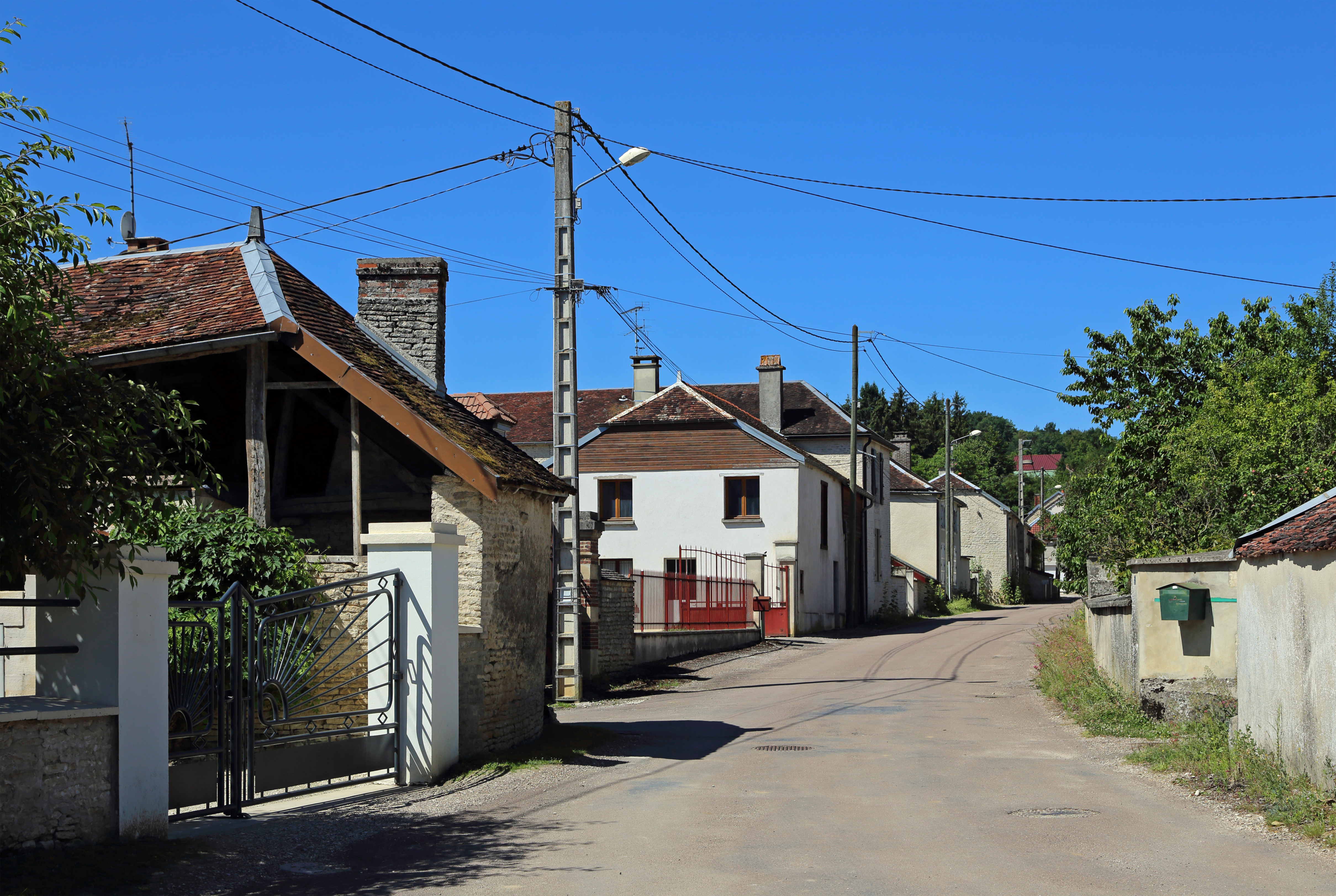
Rue Haute
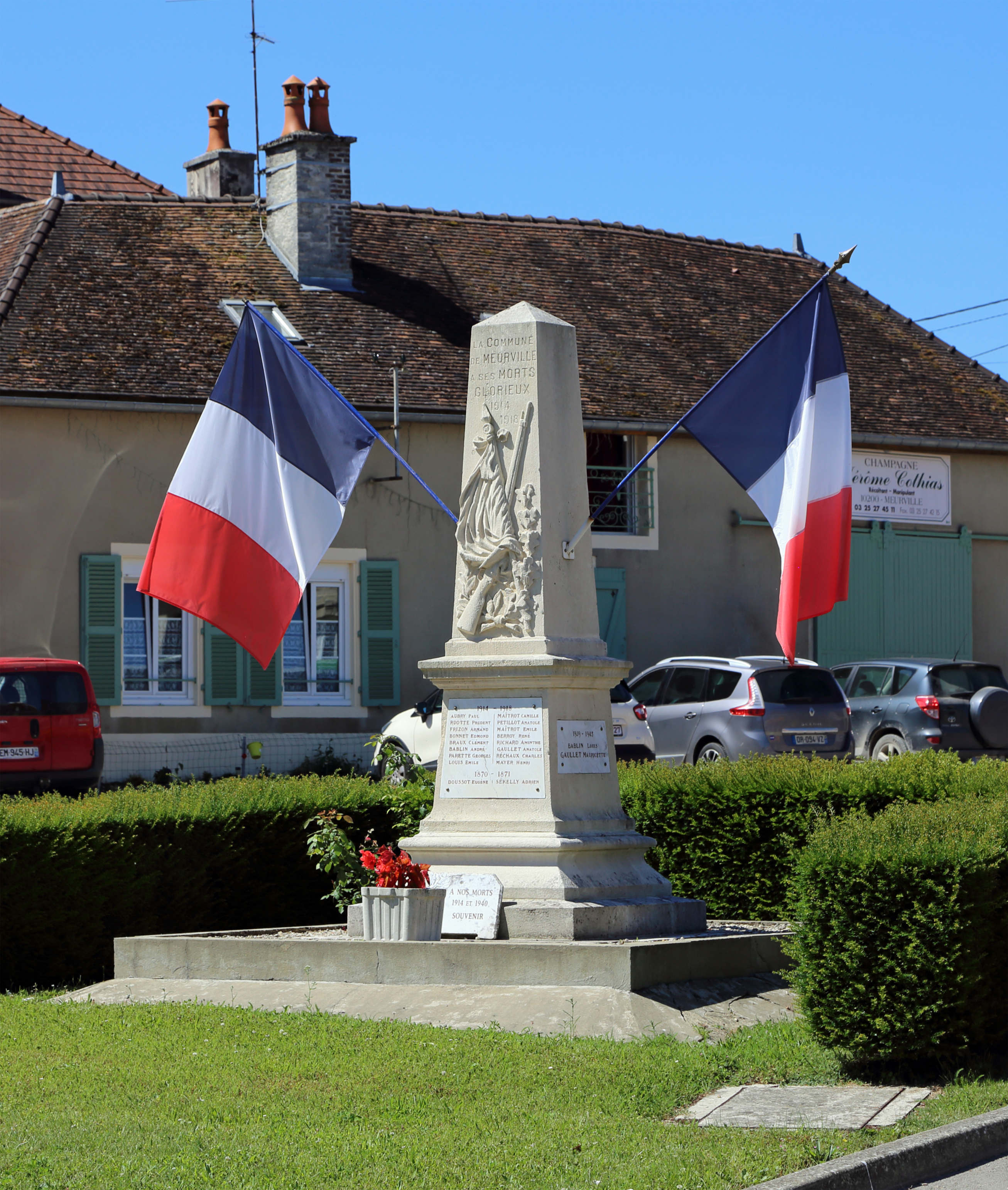
Monumento a los caídos

## Demografía
| 195 | 202 | 180 | 187 | 204 | 177 | 160 |
| Para los censos de 1962 a 1999 la población legal corresponde a la población sin duplicidades (Fuente: INSEE [Consultar]) |     |     |     |     |     |     |